# Jacqueline Dor
Pour les articles homonymes, voir Dor.
Jacqueline Dor, née à Boulogne-sur-Mer le 19 juillet 1929, morte dans le 15e arrondissement de Paris le 20 décembre 1972, est une actrice française.

## Filmographie
- 1947 : Monsieur de Falindor de René Le Hénaff
- 1947 : Emile l'Africain de Robert Vernay
- 1947 : Les Maris de Léontine de René Le Hénaff
- 1948 : Clochemerle de Pierre Chenal
- 1949 : Trois Garçons, une fille de Maurice Labro
- 1949 : La Cage aux filles de Maurice Cloche
- 1950 : Rome-Express de Christian Stengel
- 1950 : Un trou dans le mur d'Émile Couzinet
- 1950 : Trois Marins dans un couvent d'Émile Couzinet
- 1952 : Foyer perdu de Jean Loubignac